# Giacomo Biga
Giacomo Biga (Laigueglia, 13 agosto 1760 – Genova, gennaio 1827) è stato un militare e ingegnere italiano, che ricoprì l'incarico di capo costruttore del genio navale della Regia Marina Sarda, e comandante le maestranze dell'arsenale di Genova tra il 1815 e il 1827.

## Biografia
Nato a Laigueglia il 13 agosto 1760, figlio di Giovanni Battista e Maria Francesca Fava. Cresciuto presso il cantiere navale dei Delfino, superò i suoi maestri costruendo sia navi mercantili che da guerra. Si sposò con la signorina Teresa Rossi di Bernardo, da cui ebbe un figlio nato il 29 agosto del 1788, di nome Giuseppe Ambrogio. Costruì navi da guerra nell'arsenale di Napoli del Regno di Napoli.
Entrato in servizio nella marina pontificia, nel 1793 era alfiere sulle galere. Promosso capitano di fregata, nel 1799 fu nominato ingegnere costruttore della Repubblica Romana (1799). Passato in servizio nella Repubblica Italiana fu progettista della cannoniera italiana Comacchiese (1803-1804) e direttore delle costruzioni navali a Rimini (19 ottobre 1805). Tenente colonnello fu quindi direttore aggiunto all'arsenale di Venezia (1806), incaricato dei lavori portuali ad Ancona (1807-08), poi a Genova come ingegnere costruttore di 1 classe della Marina del Regno d'Italia. Dopo la restaurazione, su decisione dell'ammiraglio Giorgio Des Geneys, passò in servizio, con il grado di tenente di vascello,  nella Regia Marina Sarda in qualità di ingegnere costruttore in capo del genio navale e comandante le maestranze dell'arsenale di Genova (1815). Insignito della Croce di Cavaliere dell'Ordine dei Santi Maurizio e Lazzaro nel 1818, fu poi promosso colonnello e capitano di vascello, riorganizzò il Cantiere della Foce, dove progettò le fregate Maria Teresa (1815-1816), Commercio di Genova (1815-17) e poi la Des Geneys (1826-28) e la Beroldo, di cui non vide mai il completamento. Milite dell'Ordine militare di Savoia, il 9 marzo 1824 ottenne un brevetto decennale per una applicazione metallica antiruggine basata su una lega di bismuto, rame, zinco e argento perfezionata. Si spense improvvisamente di polmonite nel gennaio 1827.